# Břetislav Coufal
Břetislav Coufal (1. listopadu 1880 Unčovice – 12. února 1941 Svésedlice) byl československý politik a meziválečný poslanec Národního shromáždění za Republikánskou stranu zemědělského a malorolnického lidu.

## Biografie
Narodil se v rodině sedláka v Unčovicích Karla Coufala a jeho manželky Marie, rozené Vydrové.
Sňatkem 29. května 1911 se přiženil na rodný grunt své manželky ve Svésedlicích. Manželka Ludmila Zatloukalová-Coufalová byla agrární politička, která se roku 1931 stala starostkou Svésedlic, jako historicky první žena ve funkci nejvyššího představitele obecní samosprávy na Moravě.
V parlamentních volbách v roce 1935 se stal poslancem Národního shromáždění. Poslanecké křeslo si oficiálně podržel do zrušení parlamentu roku 1939, přičemž krátce předtím ještě v prosinci 1938 přestoupil do nově vzniklé Strany národní jednoty.
Profesí byl rolníkem. Podle údajů z roku 1935 bydlel ve Svésedlicích. Roku 1919 i během 20. let se zmiňuje jako člen správní rady Hanáckého akciového pivovaru rolnického se sladovnou v Olomouci. Byl zároveň starostou domovských Svésedlic. V roce 1936 se stal předsedou správní rady Rolnického akciového cukrovaru v Holici u Olomouce. Funkci zastával až do své smrti roku 1941.
Zemřel v únoru 1941 na svém statku, po delší chorobě. Příčinou smrti byl zánět plic, ke kterému se přidala těžká ledvinová choroba.

### Poznámka
1. ↑  Původním křestním jménem Juliána Ludmila.[3]